# Incendiamos las yeguas en la madrugada
Incendiamos las yeguas en la madrugada es una novela del escritor ecuatoriano Ernesto Carrión, publicada en 2017 en La Habana. La obra, ganadora del prestigioso Premio Casa de las Américas, narra las vivencias de cinco amigos adolescentes en medio del alcohol, las drogas, la violencia y la marginalidad del Guayaquil de la década de los 90.
De acuerdo al autor, la obra nació como un homenaje a su propia adolescencia, marcada por la música de MTV y de la banda norteamericana Nirvana. La palabra "yeguas", por su lado, hace referencia a la pasta de cocaína, droga que los protagonistas consumen a lo largo de la novela.

## Argumento
El Puma, el Topo, el Gusano, la Cucaracha y el Buitre conforman un grupo de amigos adolescentes en el último año de uno de los colegios más exclusivos de Guayaquil. A pesar de vivir en el sur de la ciudad, sienten una fascinación por el norte, donde está ubicada su institución educativa y la vida que ellos sienten merecer. Las drogas, el alcohol, el sexo y las fiestas funcionan como herramientas para relacionarse con sus compañeros pertenecientes a la élite económica local, así como para desfogar los ímpetus comunes de la edad. A lo largo del libro, se describen diferentes métodos mediante los cuales intentarán satisfacer sus ambiciones; desde ensoñaciones como comprar un satélite hasta asuntos bastante más peligrosos y turbios.

## Estructura y temáticas

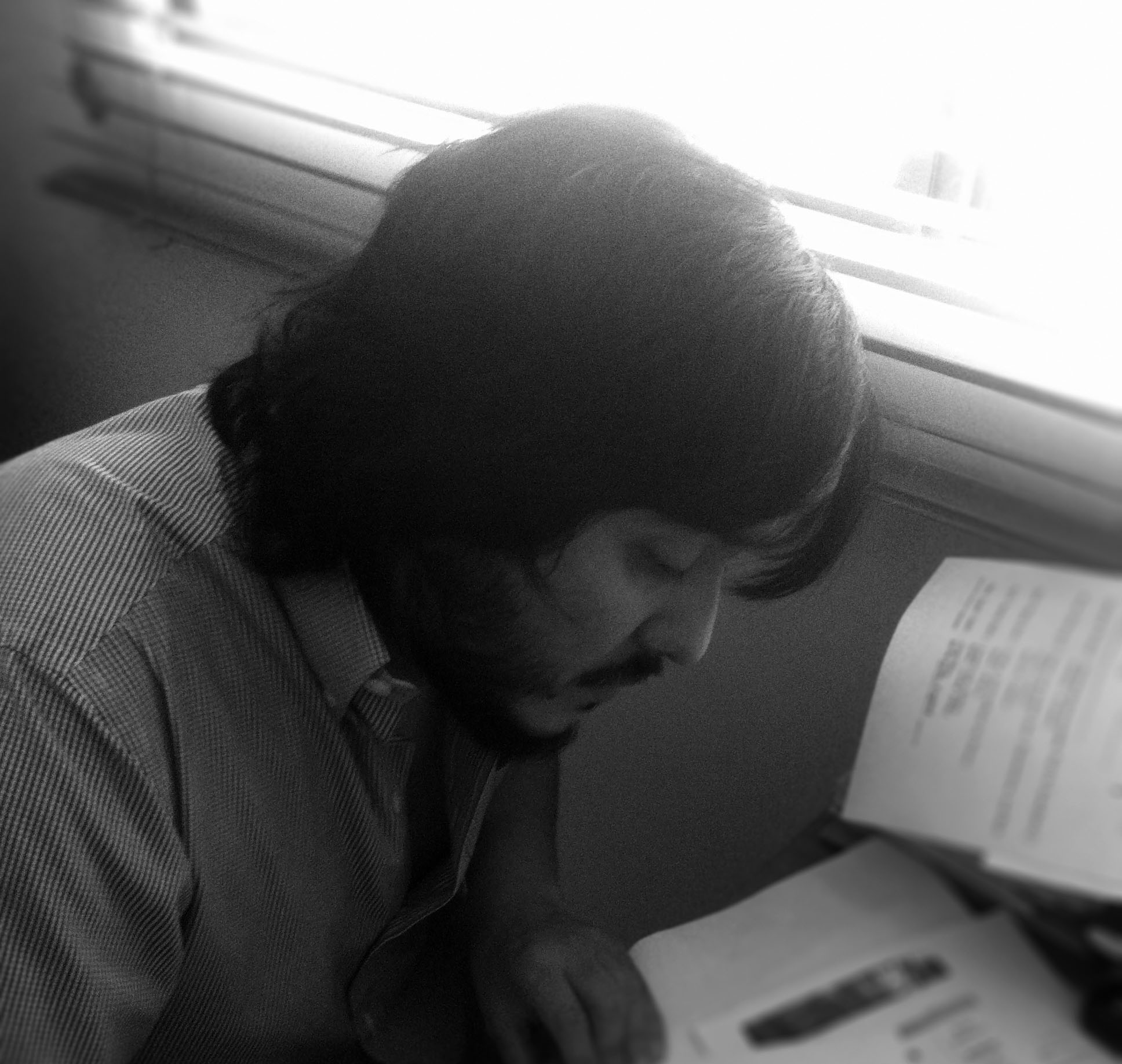
Ernesto Carrión en 2017

La obra es narrada en tercera persona por un personaje omnisciente que se identifica como uno de los protagonistas y está compuesta por tres capítulos que retratan varios episodios de la vida de los cinco amigos. Los mismos inician la novela con 15 años de edad y al finalizarla alcanzan los 17, año que coincide con el suicidio de Kurt Cobain, vocalista de Nirvana.
Uno de las temáticas exploradas en la novela es el deseo de los protagonistas por abandonar el "sur" de la ciudad, símbolo de la marginalidad y la pobreza, y migrar hacia el "norte", sector hacia donde la ciudad se ha expandido y donde habita la élite social. Para lograrlo primero intentan copiar la vestimenta y manerismos de los jóvenes habitantes del norte, luego recurren a la delincuencia y la prostitución. De acuerdo a Carrión, esta dicotomía entre un sur refugio de lo marginal y un norte visto como todo lo deseable se repite en ciudades a lo largo de toda Latinoamérica, así como en la mirada entre América del Sur y América del Norte.

## Recepción
Incendiamos las yeguas en la madrugada ganó el Premio Casa de las Américas en su edición de 2017, de entre 400 novelas participantes. El jurado, compuesto por los escritores Rey Andújar, Juan Sebastián Cárdenas, Milton Fornaro, Ana García Bergua y Ahmel Echevarría, aseveró en su decisión que la obra ofrece "un crudo y vibrante retrato social" y que logra "aunar una estructura dinámica, con zonas de suspenso bien administradas, personajes verosímiles y conflictos que, lejos de circunscribirse a un contexto específico, arrojan luces sobre una situación humana observable en todo el continente".
El escritor Raúl Vallejo calificó a la obra como "novela de aprendizaje vital" y como "una disección sin concesiones de la violencia social de una ciudad -que es Guayaquil pero que puede ser cualquier ciudad de nuestra América".